# Virtual Theatre
Virtual Theatre je igralni pogon razvijalca pustolovskih videoiger Revolution Software. Pogon je znan po, za tisti čas, visoke umetne inteligence. Pogon je bil prvič predlagan leta 1989, medtem ko je prvi igra, ki ga je uporabljala, Lure of the Temptress izšla leta 1992; tej so sledile Beneath a Steel Sky (1994), Broken Sword: The Shadow of the Templars (1996) in Broken Sword II: The Smoking Mirror (1997). Po več letih je leta 2012 Revolution potrdil da bo nova različica pogona, "Virtual Theatre 7", uporabljena za prihajajoči peti del Broken Sword serije, Broken Sword: The Serpent's Curse (2013).

## Razvoj
Charles Cecil in Tony Warriner, ki sta sodelovala pri razvijalcu Artic Computing, sta se leta 1990 odločila skupaj z Davidom Sykesom in Noirin Carmody ustanoviti studio pustolovskih videoiger Revolution Software. Za njihovo debitantsko igro Lure of the Temptress (1992) so Cecil, Warriner, Sykes in Carmody ustvarili idejni osnutek za Virtual Theatre, ki ga je napisal Warriner. Za Beneath a Steel Sky (1994) sta Warriner in Skyes napisala posodobljeno verzijo 2.0. Beneath a Steel Sky je bila šestkrat večja igra od debitantske, kar je pomenilo da so liki, ki niso protagonisti, imeli preprostejša opravila. Broken Sword: The Shadow of the Templars (1996) je prav tako uporabljal novo verzijo pogona, medtem ko je Broken Sword II: The Smoking Mirror (1997) uporabljal delno spremenjeno verzijo pogona za prvi Broken Sword.